# Szinvapark
A Szinvapark Miskolc legnagyobb bevásárlóközpontja. A Belvárosban áll, nem messze a második legnagyobb bevásárlóközponttól, a Miskolc Plazától.
A háromszintes bevásárlóközpont 2000. szeptember 1-jén nyílt meg, és naponta kb. 20 000 látogatója van. Területe 31 000 m². Közel 80 különböző üzlet van benne, köztük a Media Markt, az InterSpar és az épülettulajdonos Raiffeisen Bank fiókja. A Hollywood Multiplex 2007-ig mozit működtetett, de az alacsony nézőszám miatt bezárt, helyét üzletek vették át.
A Szinvaparkot Viszlai József tervezte, és 15 hónap alatt épült fel. Neve időközben többször is változott, egy időben úgy tervezték, Ady-híd Center lesz a neve, végül azonban a Szinvapark nevet kapta (a két épületrészt összekötő üveghíd a Szinva patak fölött ível át). Az épületnek a (bejáratok felől nézve, illetve a Szinva folyásirányában) bal oldali részében kapott helyet az üzletek többsége, míg a jobb oldaliban parkolóház, illetve a legfelső szinten a Media Markt.

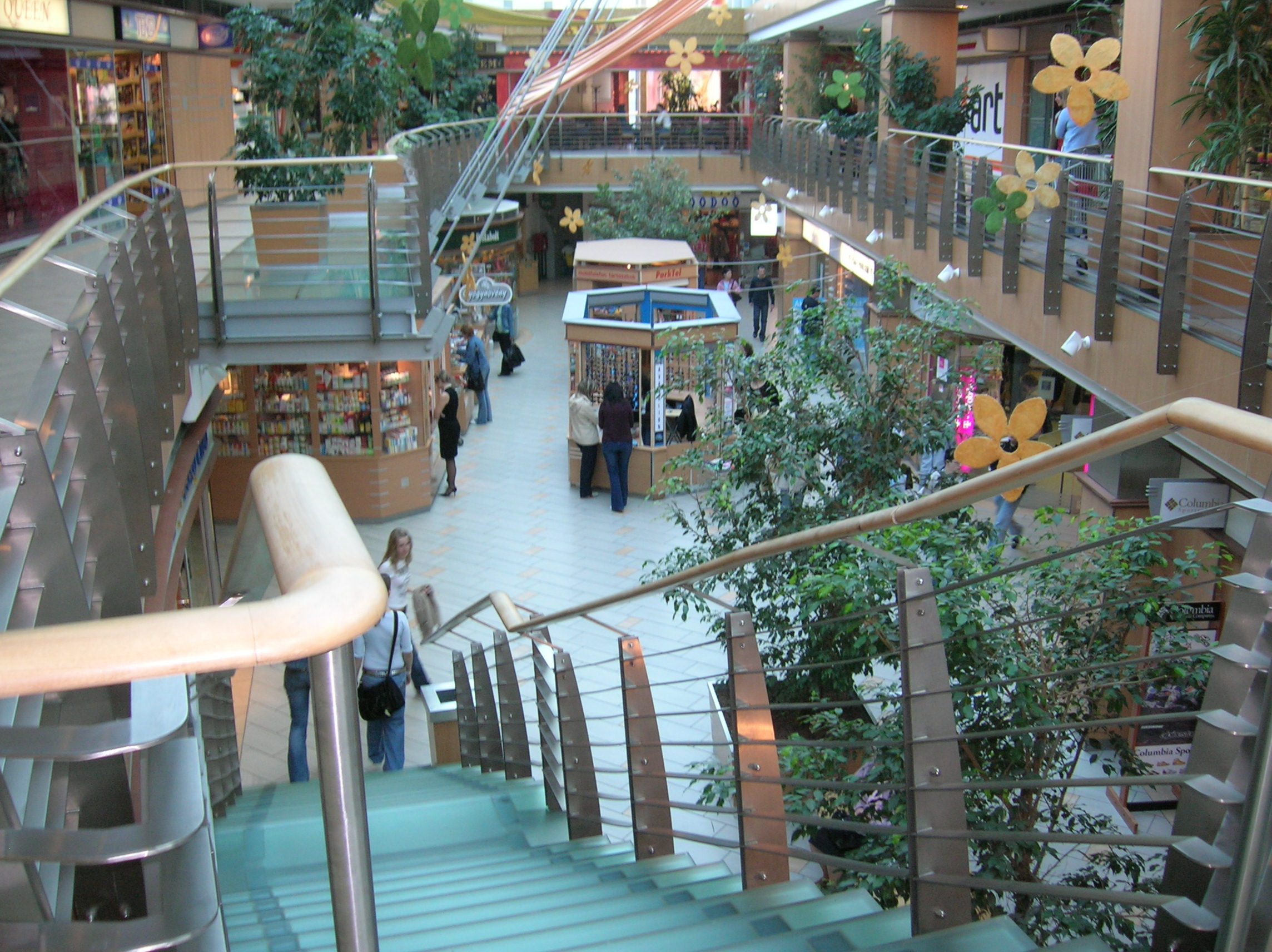
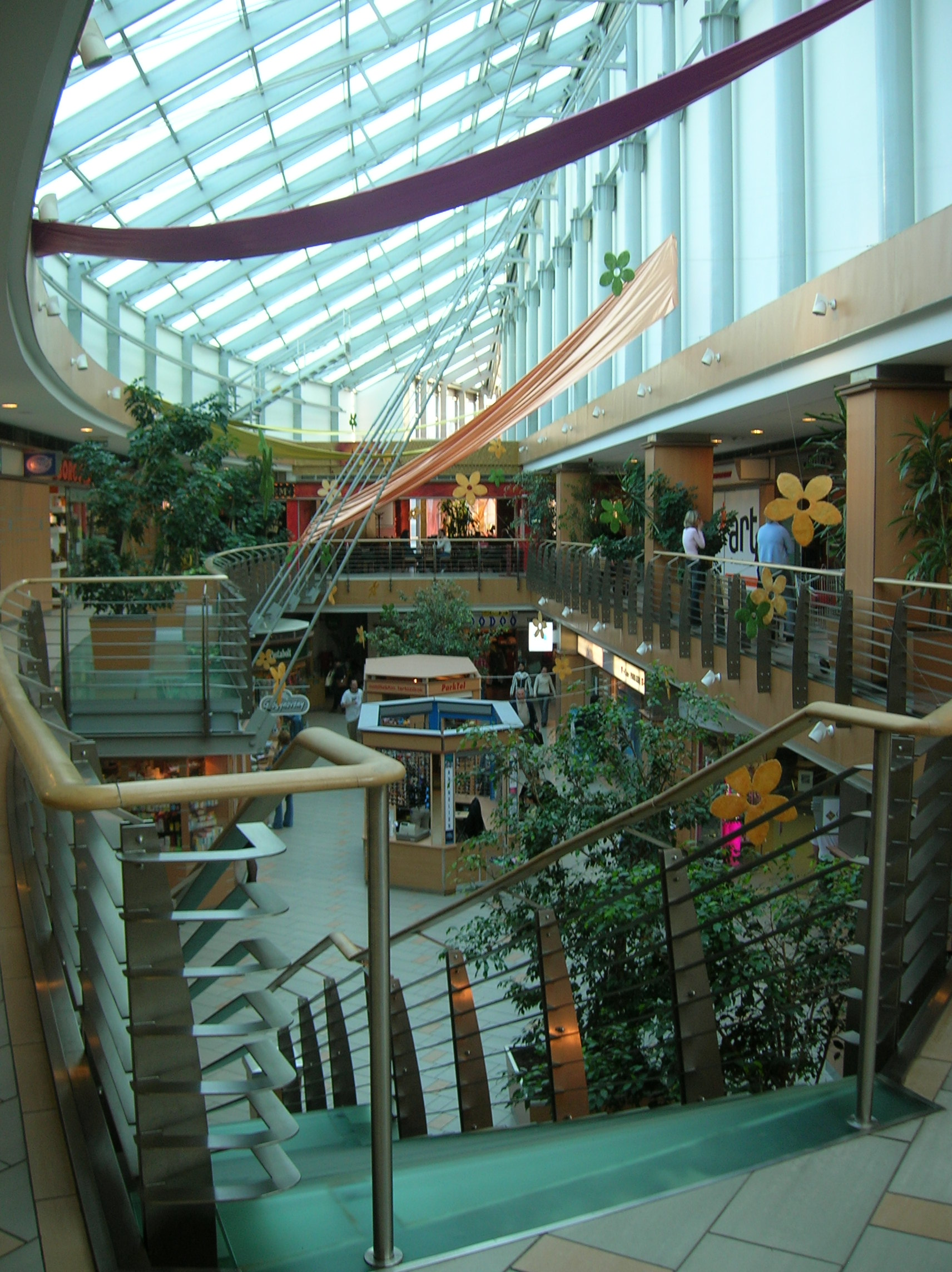
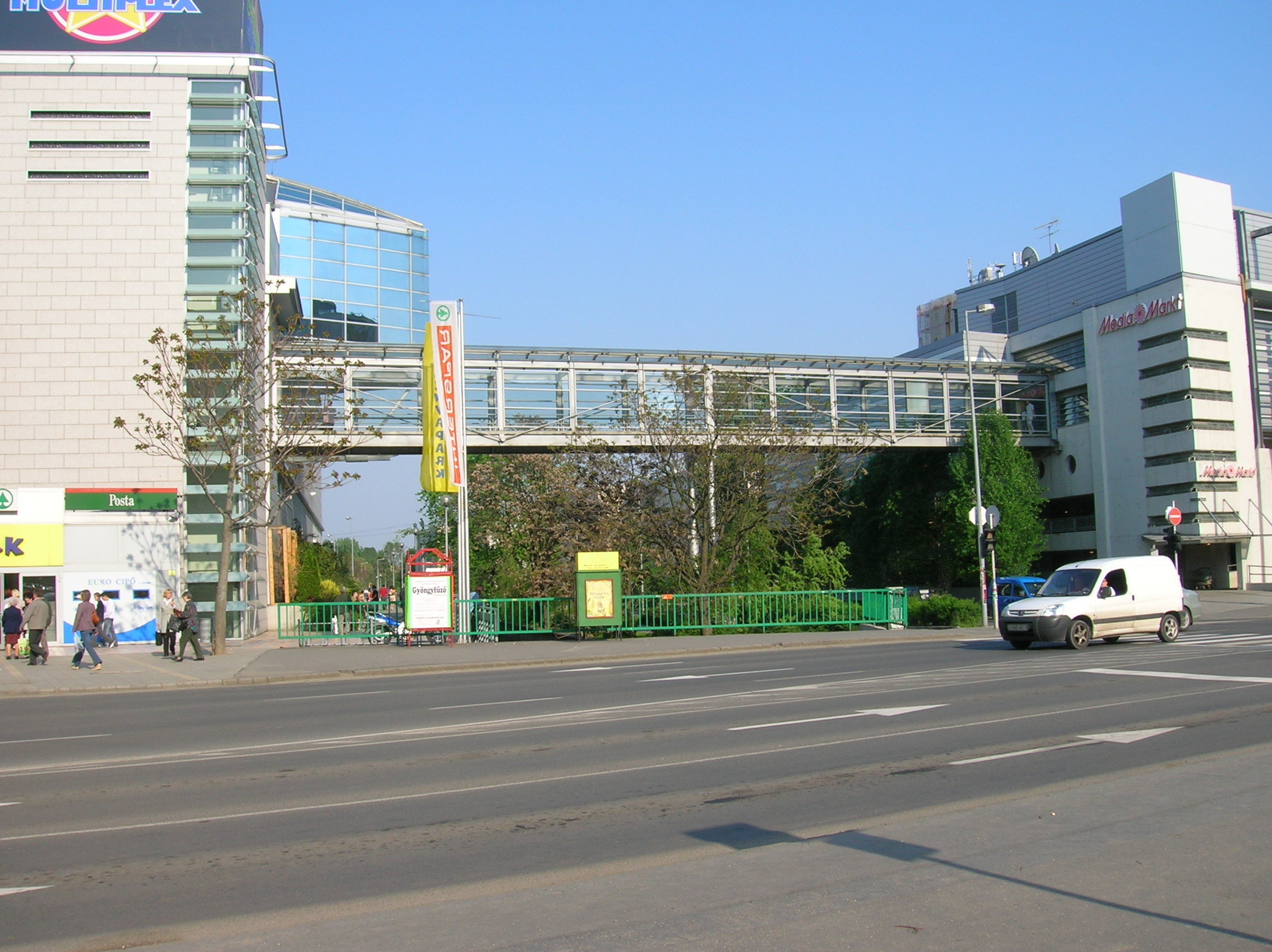
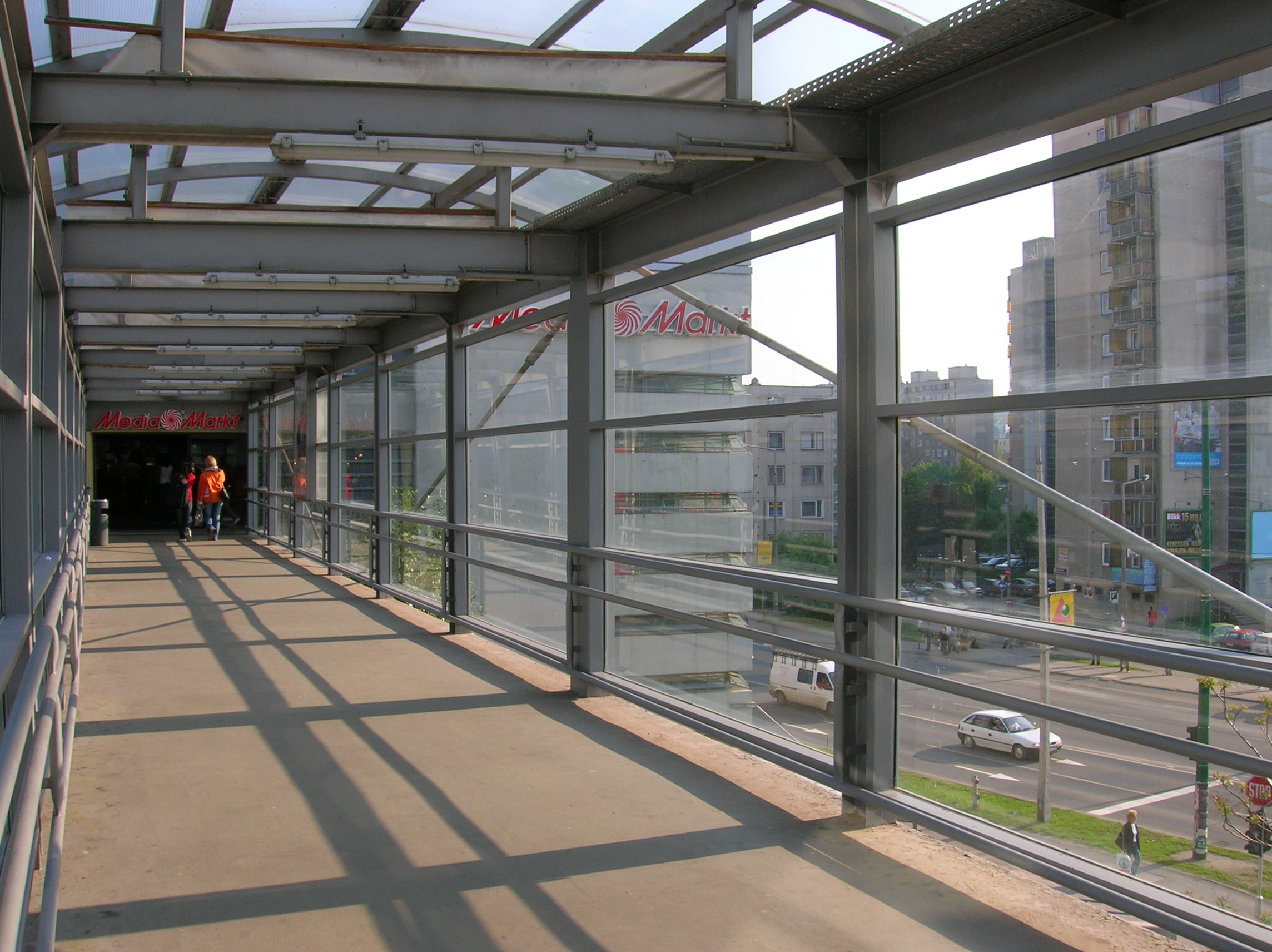
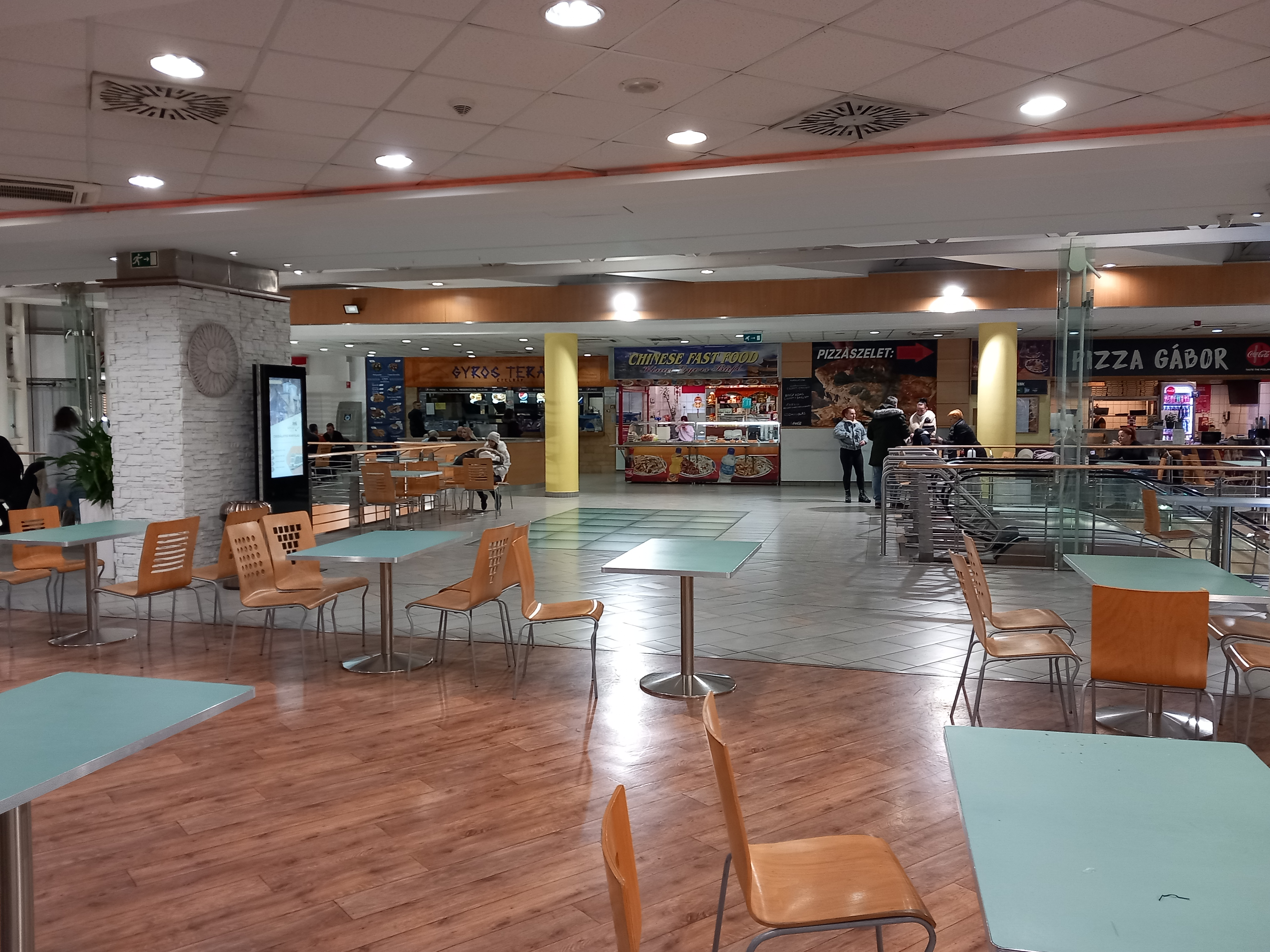
Szinvapark
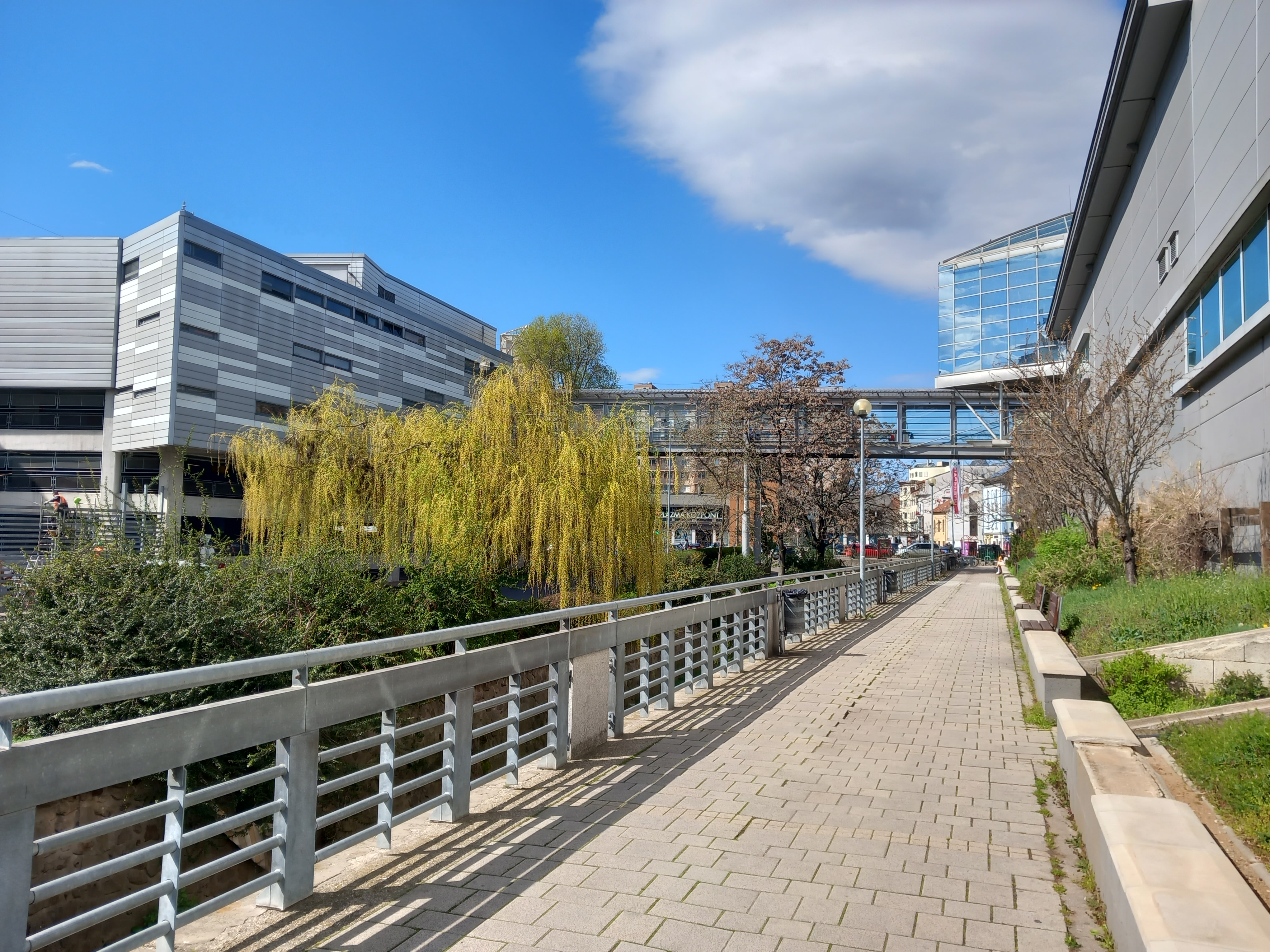
Szinvapark
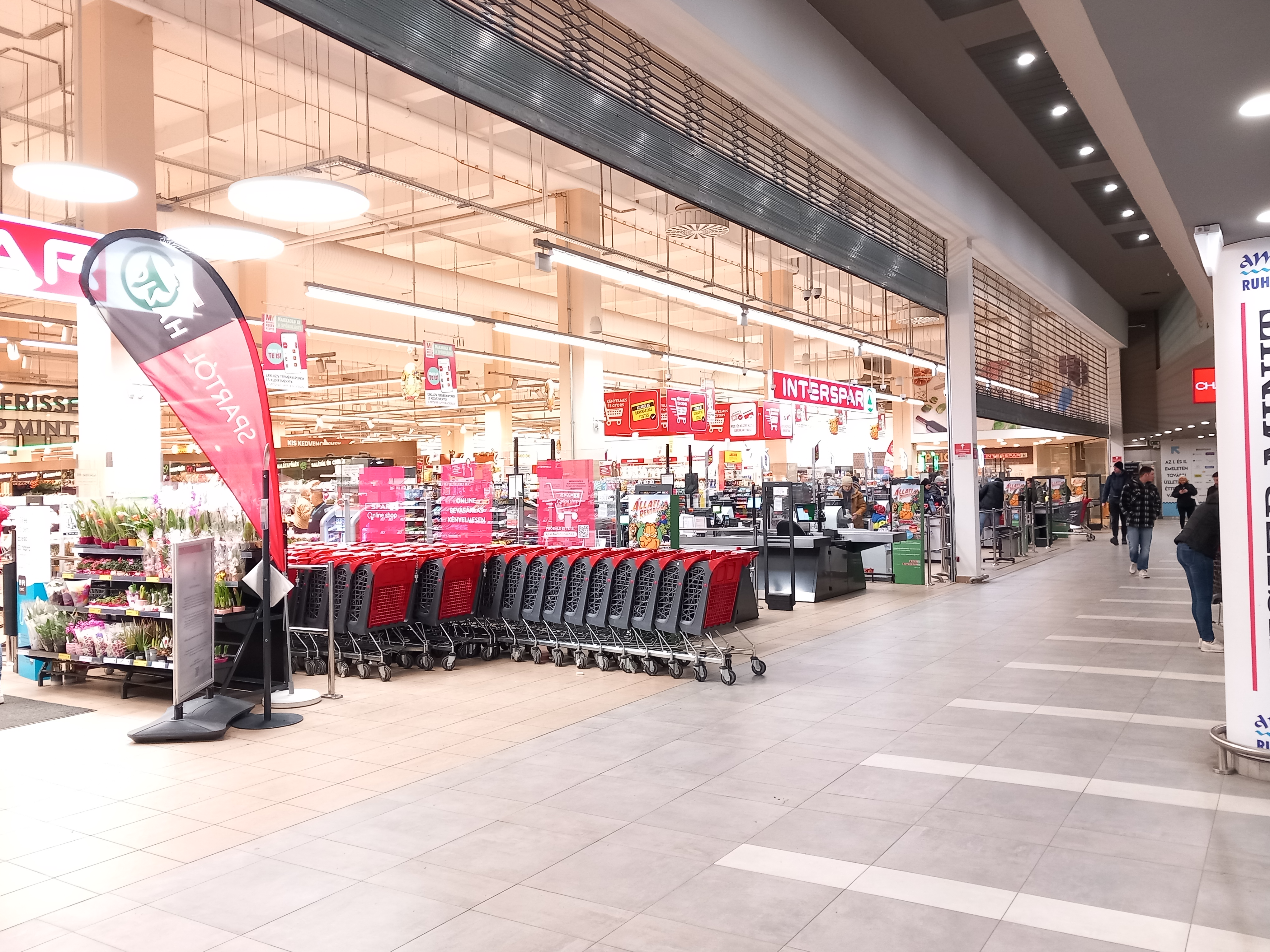
Szinvapark Interspar
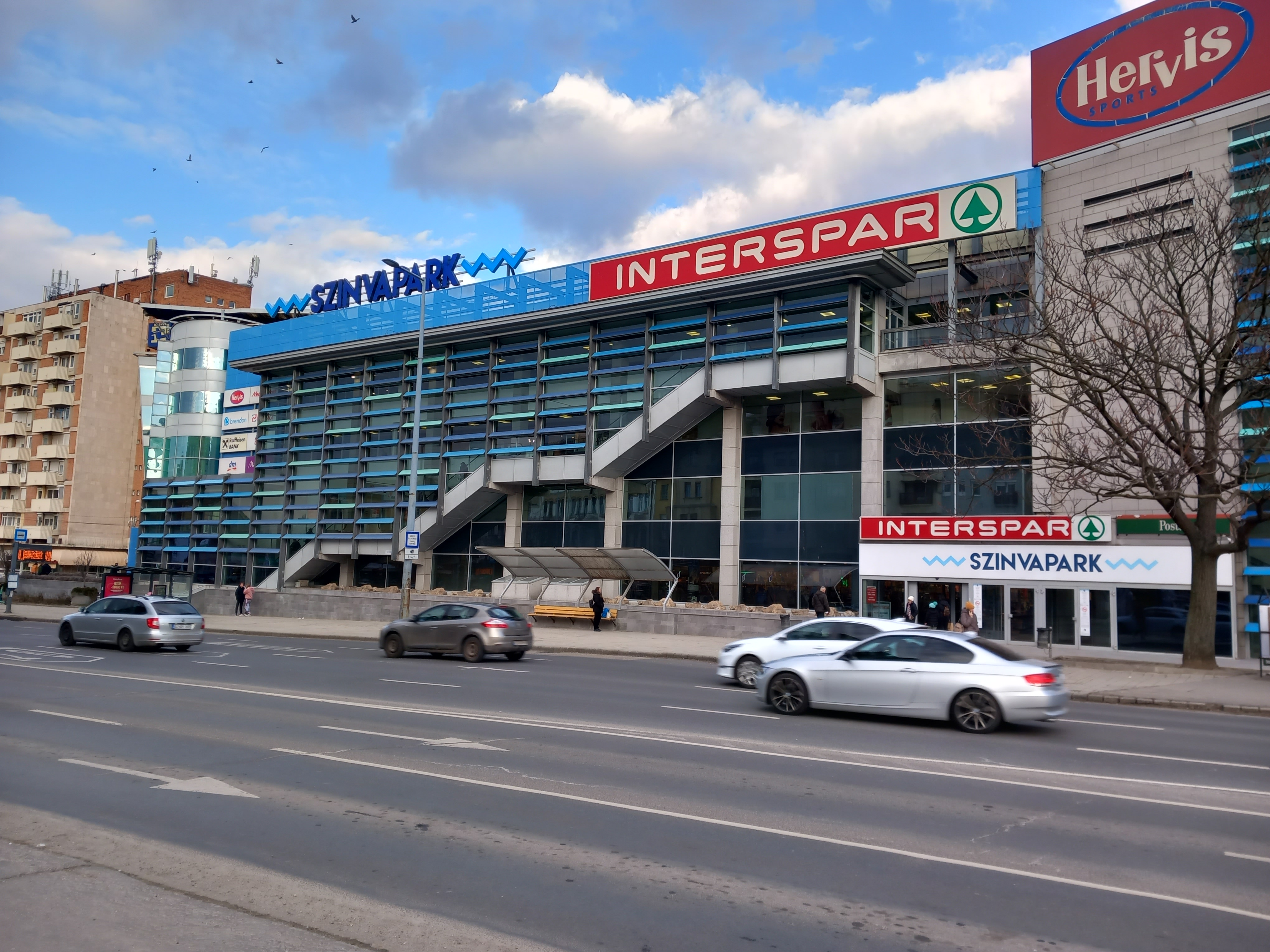
Szinvapark

## Külső hivatkozások
- Hivatalos oldal
- Képek